# Classe Huszár
La classe Huszár fu una classe di cacciatorpediniere della k.u.k. Kriegsmarine austro-ungarica, composta da tredici unità entrate in servizio tra il 1905 e il 1910.
Una delle unità andò perduta nel 1908 per incidente mentre le altre servirono durante le operazioni navali nel mare Adriatico nel corso della prima guerra mondiale, con due navi affondate in questo periodo; nel dopoguerra, delle unità superstiti due furono consegnate alla Francia e sette all'Italia come riparazione per i danni di guerra e subito avviate alla demolizione, mentre un'altra fu consegnata alla Grecia e messa in servizio con la Polemikó Nautikó, venendo infine radiata nel 1928.

## Caratteristiche
Nel 1904 l'Austria-Ungheria, nell'ambito di un più ampio piano per potenziare la sua flotta, commissionò alla ditta britannica Yarrow Shipbuilders, specialista nella costruzione di unità siluranti, la realizzazione di una classe di cacciatorpediniere da 400 tonnellate di dislocamento e una di torpediniere d'alto mare da 200 t; la realizzazione dei primi prototipi sarebbe stata a carico dei cantieri della Yarrow, mentre la costruzione delle rimanenti unità sarebbe stata portata avanti dai cantieri austro-ungarici dello Stabilimento Tecnico Triestino di Trieste e della ditta Ganz-Danubius di Fiume.

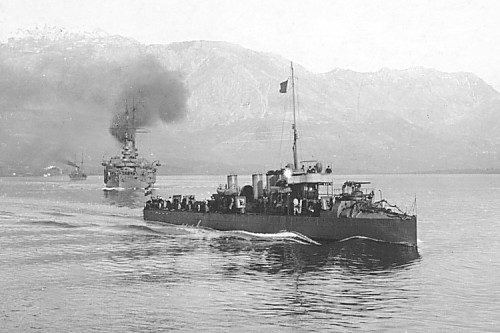
Il cacciatorpediniere SMS Ulan

Per la commessa relativa al cacciatorpediniere, la Yarrow realizzò una rivisitazione delle unità "thirty-knotters" costruite per la Royal Navy e seguendo i disegni di un'altra classe di cacciatorpediniere realizzata dalla stessa ditta per il mercato estero, la classe Ikazuchi del Giappone. Lo scafo della nave risultava lungo 68,4 metri fuori tutto e 67,1 metri tra le perpendicolari, con una larghezza di 6,25 metri e un pescaggio di 1,8 metri. Il dislocamento standard era, come da commessa, di 400 tonnellate, cifra che saliva a 420 tonnellate a pieno carico.
La nave era spinta da due motori a vapore a tripla espansione da quattro cilindri, alimentati da quattro caldaie Yarrow e con una potenza di 6.000 hp (4.500 kW); l'apparato motore conferiva alla nave una velocità massima alle prove di 28 nodi (52 km/h), con un'autonomia di 500 miglia nautiche (930 km) alla massima velocità. I fumi di scarico erano convogliati in quattro fumaioli; una innovazione rispetto agli Ikazuchi giapponesi era che la condotta dei fumi dei primi tre fumaioli era canalizzata all'indietro, permettendo di spostare il quarto fumaiolo più verso poppa, in modo da creare spazio sul ponte dietro il cassero di prua rendendolo quindi molto più asciutto in caso di mare mosso.
L'armamento di base era costituito da un cannone della Škoda da 66 mm lungo 45 calibri, e sette cannoni da 47 mm lunghi 44 calibri; l'armamento silurante era costituito da due tubi lanciasiluri da 450 mm, uno tra il cassero di prua e il ponte e uno dietro. Tra il 1912 e il 1913 l'armamento di artiglieria fu modificato sostituendo i pezzi da 47 mm con cinque cannoni da 66 mm lunghi 30 calibri.

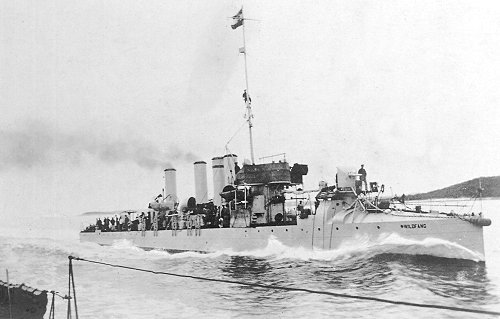
Il cacciatorpediniere SMS Wildfang

La prima unità, lo SMS Huszár, fu impostata nel settembre 1904 e varata il 31 marzo 1905, entrando in servizio con la Marina austro-ungarica il 19 settembre seguente; la realizzazione delle restanti unità iniziò nei cantieri austro-ungarici quello stesso settembre 1905: il progetto prevedeva la costruzione di altre undici unità da aggiungere al prototipo, cinque ad opera dei cantieri di Trieste e sei ad opera di quelli di Fiume, ma dopo l'affondamento per incaglio dello Huszár nel dicembre 1908 fu commissionata una tredicesima unità all'arsenale di Pola. La costruzione degli Huszár fu sospesa con il varo dell'ultima unità nel dicembre 1910, ma nel 1912 il progetto fu ripreso per fare fronte a una commessa di una classe di tredici cacciatorpediniere per la marina della Repubblica di Cina: il prototipo realizzato risultava una versione con dislocamento più ridotto, una velocità maggiore e un diverso armamento degli Huszár originali; lo scoppio della prima guerra mondiale sospese la realizzazione della commessa cinese, e l'unico prototipo realizzato entrò in servizio con la Marina austro-ungarica come SMS Warasdiner.

## Unità
| Nome          | Costruttore                    | Impostazione      | Varo             | Entrata in servizio | Destino finale                                                                          |
| ------------- | ------------------------------ | ----------------- | ---------------- | ------------------- | --------------------------------------------------------------------------------------- |
| Huszár (1º)   | Yarrow Shipbuilders            | settembre 1904    | 31 marzo 1905    | 19 settembre 1905   | perduto per incaglio il 12 dicembre 1908                                                |
| Ulan          | Stabilimento Tecnico Triestino | 27 settembre 1905 | 8 aprile 1906    | 21 settembre 1906   | trasferito alla Grecia nel 1920 e ribattezzato Smyrni; radiato e demolito nel 1928      |
| Streiter      | Stabilimento Tecnico Triestino | 30 ottobre 1905   | 16 giugno 1906   | 31 dicembre 1906    | affondato in una collisione con il cargo SS Petka il 16 aprile 1918 al largo di Laurana |
| Wildfang      | Stabilimento Tecnico Triestino | 7 dicembre 1905   | 29 agosto 1906   | 15 giugno 1907      | affondato per l'urto con una mina il 4 giugno 1917 al largo dell'isola di Peneda        |
| Scharfschütze | Stabilimento Tecnico Triestino | 12 aprile 1906    | 5 dicembre 1906  | 15 settembre 1907   | consegnato all'Italia nel 1920 e demolito                                               |
| Uskoke        | Stabilimento Tecnico Triestino | 1º settembre 1906 | 20 luglio 1907   | 31 dicembre 1907    | consegnato all'Italia nel 1920 e demolito                                               |
| Huszár (2º)   | Arsenale di Pola               | 29 novembre 1909  | 20 dicembre 1910 | 8 febbraio 1911     | consegnato all'Italia nel 1920 e demolito                                               |
| Turul         | Ganz-Danubius                  | 27 luglio 1907    | 9 agosto 1908    | 31 dicembre 1908    | consegnato all'Italia nel 1920 e demolito                                               |
| Pandur        | Ganz-Danubis                   | 2 agosto 1907     | 25 ottobre 1908  | 31 gennaio 1909     | consegnato alla Francia nel 1920 e demolito                                             |
| Csikós        | Ganz-Danubius                  | 21 febbraio 1908  | 24 gennaio 1909  | 16 novembre 1909    | consegnato all'Italia nel 1920 e demolito                                               |
| Réka          | Ganz-Danubius                  | 13 agosto 1908    | 28 aprile 1909   | 31 dicembre 1909    | consegnato alla Francia nel 1920 e demolito                                             |
| Dinara        | Ganz-Danubius                  | 28 gennaio 1909   | 16 ottobre 1909  | 31 dicembre 1909    | consegnato all'Italia nel 1920 e demolito                                               |
| Velebit       | Ganz-Danubis                   | 5 novembre 1908   | 24 luglio 1909   | 31 dicembre 1909    | consegnato all'Italia nel 1920 e demolito                                               |